# Медаль Серебряного юбилея королевы Елизаветы II
Медаль Серебряного юбилея королевы Елизаветы II – юбилейная медаль Великобритании и стран Содружества, выпущенная в 1977 году по случаю празднования 25-летия восшествия на трон королевы Елизаветы II.
Во всех странах Содружества медаль имела одинаковый вид, за исключением Канады, где реверс медали отличался исполненным дизайном, имел уникальные элементы.
В каждой из стран Содружества медаль имеет своё определённое место в национальной наградной системе.

## История
До 1977 года уже существовала практика изготовления коронационных медалей и медалей юбилеев восшествия на престол предыдущих монархов Великобритании. Единственное, что должно было сделать Правительство Великобритании – это определить то количество медалей, которое получала каждая из стран Содружества. Решение о том, кто будет поощрён данной медалью, принималось уже на уровне национальных правительств.
Таким образом медаль была отчеканена на королевском монетном дворе в количестве:
- 30000 для Великобритании
- 1507 для Новой Зеландии
- 6870 для Австралии
- 30000 для Канады[3]

## Описание
Медаль серебряного юбилея королевы Елизаветы II изготовлена из серебра и имеет форму круга диаметром 32 мм. В центре коронованный короной святого Эдуарда профиль королевы Елизаветы II, по окружности от которого надпись: «ELIZABETH II DEI GRA. REGINA FID. DEF.» (сокращение от латинского «Елизавета II, милостью Божьей, Королева, Защитница Веры»)
На реверсе медали надпись в шесть строк «THE 25th YEAR OF THE REIGN OF QUEEN ELIZABETH II 6 FEBRUARY 1977» (25 лет царствования королевы Елизаветы II 6 февраля 1977) в лавровом венке с изображением короны на верху.
Канадская версия медали идентичная, за исключением, что медаль была немного толще, корона на профиле королевы была более прямой, и реверс содержал стилизованное изображение листа клёна, у основания которого королевский вензель.
  Лента медали муаровая белая с красными полосками по краям и по центру шириной 1 мм. К центральной полоске по бокам примыкают синие полоски шириной 7 мм. Медаль носится на левой стороне груди.